# ويليس جي. سيرز
ويليس جي. سيرز هو قاضي ومحامي وسياسي أمريكي، ولد في 16 أغسطس 1860 في ويلوبي في الولايات المتحدة، وتوفي في 1 يونيو 1949 في أوماها في الولايات المتحدة. نشط حزبياً في الحزب الجمهوري. وقد انتخب عضو مجلس النواب الأمريكي ‏.